# Paul Brunton
Paul Brunton (21. října 1898 Londýn – 27. července 1981 Vevey), rodným jménem Hyman Raphael Hurst, byl britský filozof, autor knih s duchovní tematikou, žurnalista a cestovatel. Je autorem dvanácti knih vydaných za jeho života, z nichž první, Tajnosti indické, byla publikována v roce 1934, a poslední, Duchovní krize člověka, v roce 1952. Posmrtně bylo vydáno jeho přáteli redigovaných šestnáct svazků Zápisků Paula Bruntona. Bruntonovy knihy byly přeloženy do mnoha světových jazyků. Do češtiny bylo jeho dosud vydané dílo přeloženo kompletně.
Byl nositelem filozofické koncepce tzv. mentalismu.

## Život
Paul Brunton se narodil v Londýně v roce 1898 do rodiny židovských imigrantů z východní Evropy (ke konci 19. století došlo z této oblasti Evropy k vlně odstěhovalectví) a jeho rodné jméno bylo Hyman Abraham Isaacs (později, pravděpodobně tesně po 1. světové válce, prošel změnou jména na Hyman Raphael Hurst, k přesnému příjmení jeho otce, Reubena Isaaca Hursta, který byl profesně obuvník). Vyrůstal v londýnské čtvrti Cockney. Jeho matka zemřela v jeho třinácti letech a jeho otec se znovu oženil. Jeho nevlastní matka vnesla do rodiny myšlenky náboženského hnutí křesťanská věda, toto hnutí v mnohem pozdější době Brunton ve svých Zápiscích hodnotí i kriticky se souběžnou snahou o objektivitu. Meditační praxi se věnoval už jako teenager a v 16 letech měl po několikaměsíční každodenní meditaci sérii niterných zážitků, které ho dále formovaly. Vzdělání se mu dostalo v chlapecké Central Foundation Boys' School. Další vzdělání získal na St George´s Colleage Central v Londýně (St George’s College for Civil Service and Secretarial Training, přesunuta z King's College roku 1909; sídlila na Red Lion Square). Během 1. světové války sloužil v letech 1917–18 u tankové divize a později se věnoval mysticismu a přišel do kontaktu s Teosofickou společností. Titul doktora filozofie (malý doktorát) získal až později (1938) a podkladem pro udělení titulu americkou McKinley-Roosevelt Graduate College (Chicago, Illinois) byla jeho práce, psaná pro tento účel akademickým stylem, s názvem Paralely mezi moderním západním myšlením a staroindickou filozofií, s pozdějším názvem pro veřejnou publikaci Indická filozofie a moderní kultura.
Po službě v armádě a studiu v mládí začal pracovat jako knihkupec, publicista a novinář. Brunton psal pod různými pseudonymy, jako Raphael Meriden a Raphael Delmonte, později si zvolil pseudonym Brunton Paul a následně Paul Brunton, pod kterým publikoval Tajnosti indické a které později přijal za své. Provedl i úřední změnu jména. Jako podílník ezoterického londýnského knihkupectví a nakladatelství Atlantis byl v kontaktu jak s literární, tak okultní a esoterickou inteligencí Londýna dvacátých let 20. stol.. V roce 1922 se oženil s Karen Augustou Tottrup dánského původu, se kterou se seznámil právě v Teosofické společnosti. Z jejich vztahu vzešel syn Kennet Thurston Hurst, se kterým Brunton udržoval i po rozvodu s jeho matkou v roce 1926 velmi přátelský a důvěrný vztah až do konce svého života.
V raných 30. letech 20. stol. podnikl cestu do Indie, která mu umožnila setkat se s osobnostmi jako byl např. 68. šankaráčárja z Káňčipuramu (Čandrašekharendra Sarasvatí VIII.), Meher Baba, nebo Šrí Ramana Maharši. Tato cesta, jejímž smyslem bylo nalézt vysoká duchovní učení Indie a její žijící představitele, pokud ještě existují, jím byla z velké části zaznamenána v jeho mezinárodně úspěšné knize Tajnosti indické. Procestoval mnoho zemí a setkal se s mnoha představiteli náboženských a filozofických tradic.
V komunitě okolo ašrámu Šrí Ramany Maharšiho poznal svou budoucí druhou ženu Janinu, francouzského původu, kterou si po krátkých námluvách vzal. Brzy se však ukázalo, že je Janina mentálně nestabilní a manželství bylo anulováno. Brunton pro ni zařídil péči v rámci jedné farnosti ve Francii, odkud Janina pocházela, a nadále jí čas od času posílal peníze.
Ve městě New York se v roce 1952 znovu oženil, vzal si svou třetí ženu Evangelinu Youngovou.
Paul Brunton žil posledních 20 let svého života ve Švýcarsku, konkrétně během let v Lucernu, Curychu, Montreux, Vevey a jeho posledním bydlištěm bylo město La Tour-de-Peilz. Tam za ním přicházeli jeho návštěvníci a korespondence z celého světa. Měl rád mírné klima Švýcarska a jeho majestátní horské scenérie. Zemřel v nemocnici ve švýcarském Vevey v roce 1981.

## Literární činnost a filozofie
Paul Brunton předložil Západu jógu a meditaci, a pracoval na způsobu, jak vyjádřit jejich filozofické pozadí běžně srozumitelnou, vědeckou řečí Západu, která by nekladla na čtenáře požadavek studovat originální zdrojové termíny v orientálních jazycích, které podle Paula Bruntona nejsou pro běžného člověka na Západě tak důležité, jako jejich podstata. Pokud to bylo možné, hledal slova stejného významu v moderních jazycích Západu, případně hledal jejich vhodné řecké, nebo latinské ekvivalenty či odvozeniny.
Způsobem jeho psaní bylo, že si stručně zaznamenával inspirované myšlenky ihned, jak se objevily. Často je zapisoval na zadní stranu dopisní obálky nebo na okraje novin či časopisů, když se procházel mezi květinami v zahradách lemujících Ženevské jezero. Potom je přepisoval na stroji a třídil podle námětů. Později je chtěl zredigovat a sestavit do souvislého textu. Po smrti bylo toto jeho duchovní krédo vydáno (na Západě v letech 1984–1988, v ČSSR se šířilo ve fragmentech samizdatem, po listopadu 1989 postupně vydáno) v šestnácti dílech s názvem Zápisky Paula Bruntona (The Notebooks of Paul Brunton).

### Raná díla
- Tajnosti indické (v anglickém originále A Search in Secret India) byly vydány v roce 1934. Kniha je mimořádnou sondou do vnitřního života starobylé duchovní kultury Indie a dobrodružným líčením autorových osobních, vnitřních i vnějších zkušeností při pobytu a cestě po tomto subkontinentu. Autor se vydal do Indie s úmyslem hledat střípky prastaré moudrosti indické jógy a její živoucí představitele, pokud ještě existují. Na své cestě se setkal jak s pověrami a mýty, tak se skutečnými mudrci, filosofy a světci, jak s eskamotéry a pomatenci, samozvanými mesiáši a falešnými proroky, tak po odhodlaném pátrání i s ryzí indickou jógovou filosofií. Je mistrným pozorovatelem, každé setkání (např. s jeho pozdějším velkým učitelem a přítelem Ramanou Maharišim) se v knize snaží analyzovat i racionálně, čtenář si může také sem tam povšimnout autorova britského smyslu pro humor, který je dobře skrytý, a o to zábavnější, je-li odhalen. Velký důraz je kladen také na Západě opomíjené umění pravidelné meditace. Kniha byla jednou z prvních, která představila v takovéto šíři a zároveň poutavou formou indickou duchovní tradici západnímu čtenářstvu a i díky jejímu vřelému přijetí autor pokračoval ve svém díle dalšími knihami, například v dalších několika letech vydanými tituly Tajná stezka a Tajnosti egyptské. Do češtiny knihu přeložil a vydal ještě za první republiky v roce 1937 Karel Weinfurter, překladatelkou polistopadového nového vydání (v nakl. IRIS RR) z roku 1995 byla Antonie Krejčová.
- Tajná stezka (v anglickém originále The Secret Path), s podtitulem „Technika duchovního sebeodhalení pro moderní svět“, byla vydána v roce 1935. Kniha vzešla z vnitřní potřeby autora vytvořit srozumitelný a přijatelný návod na cvičení klidu mysli, meditaci, pro uspěchané a přepracované obyvatele západního světa dříve, než se opět vydá do orientálních zemí. Člověk narozený ve 20. století na Západě je podle autora nucen zabývat se vnějším světem do té míry, že se jím často nechává zcela pohltit a čas věnovaný rozjímání a hledání něčeho, co nás přesahuje, odkládá, nebo úplně zavrhuje jako neužitečný. Proto Paul Brunton vybírá ze svých zkušeností, praxe a vědomostí získaných např. v Indii při pátrání po střípcích prastarých jógových nauk (viz autorova předchozí kniha Tajnosti indické) takovou formu praktické techniky meditace, která je slučitelná s činným životem moderního člověka a vyžaduje zlomek času v porovnání s v Indii tradiční představou asketické cesty zříkání se světského života pro duchovní účely. Shledává nemožným včlenit do života lidí na Západě jógu, jak ji nalezl v Indii, a navrhuje a rozvádí jednotlivé aspekty tohoto cvičení, které při praktikování dodává člověku hluboký vnitřní mír. Do češtiny knihu přeložil a vydal už v roce 1938 Karel Weinfurter, překladatelkami polistopadového nového vydání (v nakl. IRIS RR) z roku 1991 byly paní Růžena Formánková, Antonie Krejčová a Olga Palková.
- Tajnosti egyptské (v anglickém originále A Search in Secret Egypt), vydané v roce 1936. V této knize, která následovala po Tajnostech indických a Tajné stezce, se autor zaměřil na Egypt a skrytá tajemství jak jeho soudobých, tak pradávných obyvatel. Osobně se vydává do země faraonů a uvádí čtenáře do mystické přítomnosti světa vznešených a mysteriózních staveb, jakými jsou Velká pyramida (ve které stráví po vyjednávání s úřady noc o samotě) a Velká sfinga v Gíze, chrámový komplex v Dendeře, či v Karnaku. Setkává se se slavnými káhirskými hypnotizéry, fakíry a kouzelníky, také se vzdělanci místní věhlasné muslimské Univerzity al-Azhar a dalšími zástupci muslimské komunity, stává se učedníkem zaklínače hadů, ale především tiše přemítá na posvátných místech země na Nilu a nechává se strhnout jejich mocnou atmosférou. Přináší tak nevšední, osobní svědectví o Egyptu (nejen) své doby. Do češtiny knihu přeložil a vydal ještě za první republiky v roce 1937 Karel Weinfurter, překladatelkami polistopadového nového vydání (v nakl. IRIS RR) z roku 1994 byly paní Růžena Formánková, Antonie Krejčová a Olga Palková.

### Střední období
- Poselství z Arunáčaly (v anglickém originále A Message from Arunachala), vydané v roce 1936. Kniha obsahuje strukturálně neucelenou formou, vzniklou v časové tísni, kterou si autor při vydání i později velmi vyčítal, autorův silný apel na společnost, aby se obrátila k vnitřní pravdě a vyhnula se tak nastávající katastrofě v podobě války dosud nevídaného rozsahu (obecně tušený rozkol mezi evropskými národy a vzestup nacismu v Německu před II. světovou válkou). Název odkazuje k místu vzniku a tehdejšího pobytu autora, k indické posvátné hoře Arunačála (Červená hora).
- Poustevník v Himálaji (v anglickém originále A Hermit in the Himalayas ), vydán v roce 1936. Kniha obsahuje Bruntonovy zážitky z pobytu v horské chatě v Himálaji, která mu byla propůjčena za účelem meditací, literární práce a bádání ve vyšší asijské filozofické tradici a Józe velkým tehdejším panovníkem, mahárádžou z indického města Maisúr (angl. Mysore), Krišnarádžou Wadiyarem IV. Brunton v knize např. popisuje i lyrickými prostředky majestátnost a krásu nejvyššího pohoří na planetě a přírody obklopující jeho dočasný příbytek, kriticky se zamýšlí nad budoucností tehdejšího Tibetu (tj. ještě před čínskou invazí) a vyčítá mu přílišnou snahu o striktní izolovanost, která podle autora nemá šanci obstát ve změněných, moderních podmínkách 20. stol. a doporučuje mu neodkladnou cílenou modernizaci ve spolupráci s Indií, přijímá nečekanou návštěvu prince Nepálu, uvažuje pod hvězdnou oblohou o možnosti mimozemského života a prostorově vzdálených, duchovně i technicky výrazně vyspělejších civilizacích, vyznává svou myšlenkovou spřízněnost s humorem, soucitem a nadhledem Charlieho Chaplina[26], nebo se obrací do historie k velkým osobnostem duchovních dějin lidstva.
- Hledání Nadjá (v anglickém originále The Quest of the Overself), vydáno v roce 1937. Autor v knize rozvíjí učení, jehož základy popsal již v Tajné stezce a vede čtenáře dál k poznání sebe, ke cvičení ovládání vlastní mysli a tím k praktické duchovní cestě i pro vnějším světem zaměstnaného moderního člověka Západu, kterému tím nabízí útočiště, pevný výchozí bod, vnitřní mír, vyrovnanost a klid. Obsahuje také techniky sebeanalýzy.
- Vnitřní skutečnost (v anglickém originále The Inner Reality; v USA pod názvem Discover Yourself) byla vydána v roce 1939. Jedná se o stěžejní duchovně-filozofické dílo autora, které v prvních kapitolách popisuje vzletným jazykem, zároveň s důsledným uvědoměním si racionálního významu slov, hledání člověka na duchovní cestě, hledání vyšší síly, Boha,  princip vzniku, růst a zánik světových náboženství, od jejich myšlenkových inspirátorů  (Buddha, Ježíš, ...) až po jejich degradaci se ztrátou původní čistoty. Kniha také netradičním, s jógovou filozofií spojeným, způsobem vykládá Sedmero blaženství (blahoslavenství), vykládá Janovo evangelium, povahu poslání Ježíše z Nazareta, vykládá vybrané části svátého písma jogínů –⁠ Bhagavadgíty a upozorňuje na omyly člověka na duchovní cestě.

### Závěrečné období
- Skrytá Nauka za Jógou : Díl 1. (v anglickém originále The Hidden Teaching Beyond Yoga) byla vydána v roce 1941. Obsahuje Bruntonovy vrcholně filozofické, intelektuálně a logicky propracované popisy mentalismu. Autor vede čtenáře v postupných krocích k uvědomění si zkušenosti, že námi prožívaný svět se neseskládá z hmoty, ale výhradně z myšlenek, mezi něž "hmota" patří.
- Skrytá Nauka za Jógou : Díl 2. – Moudrost Nadjá (v anglickém originále Wisdom of the Overself ), vydána v roce 1943. Autor zkoumá základ, z něhož vyrůstá naše individualita a svět. Brunton zde předkládá velkolepou vizi možného rozvoje každé lidské bytosti, když zkoumá Mysl jako zdroj veškerého vědomí a zkušeností - a kontinuitu naší mysli a těla s touto obrovskou Inteligencí. Popisuje ji jako svěží moderní přetavení / syntézu učení mudrců z celé Asie, s nimiž se setkával, studoval a/nebo meditoval. Mezi hlavní témata knihy patří, jak přejít od života zaměřeného na ego k transcendentní realitě. Kniha také obsahuje sedm tzv. ultramystických cvičení pro otevření dveří k vyššímu vědomí, mezi nimiž je např. Meditace na slunce.
- Duchovní krize člověka (v anglickém originále Spiritual Crisis of Man), Bruntonova poslední za jeho života vydaná kniha, vyšla v roce 1952. Je varováním a připomenutím modernímu člověku, že kořenem všech jeho krizí je jeho duchovní nevědomost, a apelem, aby se planetární civilizace, respektive každá jednotlivá lidská bytost, vědomě vydala či vrátila na duchovní cestu k dosažení kýžené duchovně-materiální, intuitivně-intelektuální rovnováhy, ve které jedině mohou člověk a jeho společnost prosperovat bez úhony vlastními silami způsobených individuálních i kolektivních katastrof.

| „              | ,,Život je dnes výzvou, které nelze uniknout." | “ |
| — Paul Brunton |                                                |   |

## Návštěvy Československa
Paul Brunton navštívil Československo na pozvání svých zdejších čtenářů a žáků, a to v září roku 1937 a podruhé v září roku 1948, kdy k jeho příjezdu za pro autory duchovní literatury nepříznivé politické situace už po komunistickém puči údajně pomohl tehdejší ministr zahraničních věcí Československa Jan Masaryk. Při druhé návštěvě Československa se setkal mimo jiné s pozdějším známým českým jogínem a mystikem Eduardem Tomášem. Českým téměř sekretářem během návštěv byl Bruntonovi Josef Hoznourek.
Do češtiny jeho první tři knihy, tedy Tajnosti indické, Tajnou stezku a Tajnosti egyptské, přeložil Karel Weinfurter, který se však s Paulem Bruntonem později myšlenkově v názorech rozešel. Pro novodobá vydání převážně v nakladatelství IRIS RR, založené Ing. Rudolfem Rýparem, byly po listopadu 1989 přeloženy znovu.
V době komunistické totality (1948–1989) byla všechna díla Paula Bruntona na listině zakázaných knih a byla tak v Československu šířena samizdatem a vzájemným tajným sdílením prvorepublikových a poválečných výtisků děl, která stihla vyjít veřejně, Duchovní krize člověka (angl. originál 1952) vyšla v tomto období již jen samizdatem. Skupinu přátel Paula Bruntona a často i jednotlivé lidi zajímající se o jeho filozofii také v Československu sledovala tehdejší Státní bezpečnost. Zápisky Paula Bruntona, v USA zredigované posmrtně dle pokynů Paula Bruntona jeho přáteli a žáky v 80. letech 20. stol., tak začaly být postupně vydávány legálně po konci komunistického režimu v Československu po listopadu 1989. V současnosti spravuje odkaz a vydávání knih a díky moderním technologiím také e-knih v České republice nakladatelství AURA PB.
„P.B.“, jak byl nazýván svými čtenáři, důrazně odmítal všechny pokusy vytvořit kolem něho kult. Často připomínal: „Musíte najít svého P.B. ve svém vlastním nitru.“

### Vliv na české prostředí
Mezi Bruntonovy české přátele patřil např. Eduard Tomáš, který se s ním setkával během Bruntonovy druhé návštěvy Československa v roce 1948. Míla Tomášová byla s Bruntonem v kontaktu korespondenčně, fyzicky se nepotkali. Knihu o Bruntonových návštěvách Československa a dalších kontaktech českých přátel s Bruntonem (ve Švýcarsku) později napsala Milada Čaková a nesla název Vzpomínky na Dr. Paula Bruntona. Tato kniha je psána autorkou jako pocta jejímu duchovnímu učiteli, kterého v knize označuje za mistra. Nejde tak žánrově o pokus o zcela objektivně psaný popis či reportáž, ale o osobní sondu do prožívání daných událostí autorkou. V roce 1991, resp. 1992 vydalo české nakladatelství Unitaria první svazek Zápisků Paula Bruntona rozdělený do dvou knih pod zjednodušeným názvem jako Perspektivy (1 a 2). Dále se vydáváním Bruntonových knih a odkazováním na jeho nauku od 90. let. 20. stol. soustavně zabýval Rudolf Rýpar, který má nezpochybnitelnou zásluhu na tom, že díla Paula Bruntona byla už za jeho přímé vydavatelské éry (nakl. IRIS RR) do češtiny přeložena a vydána téměř všechna, včetně kompletních Zápisků Paula Bruntona, čímž se nemůže dosud pochlubit žádný další jazyk na světě. Bruntonova kniha Vnitřní skutečnost také silně ovlivnila hledající fázi Jana Konfršta v raných devadesátých letech 20. stol. 
Kytarový virtuos Štěpán Rak vytvořil společně s Jitkou Molavcovou a také Alfredem Strejčkem muzikoterapeutický komponovaný pořad na téma knihy Paula Bruntona Tajnosti egyptské s názvem Z Tajností egyptských Paula Bruntona.

## Správa odkazu a Archivy Paula Bruntona
Odkaz Paula Bruntona na mezinárodní úrovni spravuje Paul Brunton Philosophical Foundation (Filozofická nadace Paula Bruntona), která sídlí v USA (New Yorku). Za spolupráce Paul Brunton Philosophical Foundation a americké prestižní soukromé Cornellovy univerzity vznikly Archivy Paula Bruntona (The Archives of Paul Brunton), které byly pro výzkum digitalizovány, mají svůj samostatný web a samotný fyzický archiv je pak k dostupný v knihovně Cornellovy univerzity (Knihovna Carla A. Krocha, oddělení vzácných a rukopisných sbírek).
Práva k překladům díla drží nakladatelé na národní úrovni, práva k originálním knihám drží v současnosti nakladatelství Dutton & Weiser pro americkou angličtinu, nakladatelství Rider/Ebury pro angličtinu britskou, obecně anglická práva k Zápiskům Paula Bruntona pak má nakladatelství Larson USA.

## Dílo
- Tajnosti indické
- Tajná stezka
- Tajnosti egyptské
- Poselství z Arunáčaly
- Poustevník v Himálaji
- Hledání Nadjá
- Vnitřní Skutečnost
- Indická filozofie a moderní kultura
- Skrytá Nauka za Jógou : Díl 1.
- Skrytá Nauka za Jógou : Díl 2. – Moudrost Nadjá
- Duchovní krize člověka

Vydáno posmrtně:
- Eseje o Hledání
- Zápisky Paula Bruntona:
  - Perspektivy (Svazek 1)
  - Hledání (Svazek 2)
  - Cvičení pro hledání * Relaxace a ústraní (Svazek 3)
  - Meditace (Svazek 4/1)
  - Tělo (Svazek 4/2)
  - Emoce a etika * Intelekt (Svazek 5)
  - Ego * Od zrození ke znovuzrození (Svazek 6)
  - Uzdravování sama sebe * Negativa (Svazek 7)
  - Úvahy o mém životě a psaní (Svazek 8)
  - Lidská zkušenost * Umění v kultuře (Svazek 9)
  - Orient (Svazek 10)
  - Senzitivové (Svazek 11)
  - Vnitřní potřeba náboženství * Uctívání v životě (Svazek 12)
  - Relativita * Filozofie * Mysl (Svazek 13)
  - Inspirace a Nadjá (Svazek 14)
  - Pokročilá kontemplace * Mír ve vás (Svazek 15)
  - Osvícená Mysl * Božská mysl (Svazek 16)
- Eseje z archívu Paula Bruntona (2024, pouze v ČR, jako e-kniha, která je překladem několika nepublikovaných esejí PhDr. Paula Bruntona a vznikla díky spolupráci českého nakladatelství AURA PB a Filozofické nadace Paula Bruntona (PBPF, USA)).

### Výběry citátů, kompilace děl
- Inspirovaná moudrost pro použití v praktickém životě : Citáty ze spisů Paula Bruntona (sestavil Arthur Broekhuysen; vydalo Iris RR, 1995)

#### Videa
- Paul Brunton, Ramana Mahariši a Svámí Jógananda na společném videu z 28. listopadu 1935 (Brunton je poslední vpravo)

#### Zvukové záznamy
- Čtené ukázky z knih Paula Bruntona (Zdroj: YouTube kanál: Stránky věnované dílu Paula Bruntona)
- Čtené ukázky ze Zápisků Paula Bruntona (Zdroj: YouTube kanál: Stránky věnované dílu Paula Bruntona)
- Zvukový záznam promluvy Paula Bruntona, ve Švýcarsku, 1970; záznam vznikl jako zpráva či nahrávka pro přátele a zájemce o filozofii; v orig. angl. znění (Zdroj: YouTube kanál: PAUL BRUNTON | OFFICIAL)